# SoftBank 707SC
SoftBank 707SC（ソフトバンク ななまるななエスシー）は韓国のサムスン電子が開発したソフトバンクモバイルのW-CDMA/GSM通信方式の携帯電話端末である。
また、SoftBank 707SCが3G ハイスピード(HSDPA)に対応したSoftBank 707SCII（ソフトバンク ななまるななエスシーツー）についてもこのページで解説する。

## スペック
- PCドキュメントビューワ
- ミュージックプレイヤー（AAC対応）
- Bluetooth
- トライリンガル（日本語・英語・韓国語）

| 主な対応サービス   | 主な対応サービス | 主な対応サービス                          | 主な対応サービス |
| ------------------ | ---------------- | ----------------------------------------- | ---------------- |
| サークルトーク     | ホットステータス | Yahoo!mocoa※                              | S!ループ         |
| S!タウン           | ライブモニター   | S!CAST                                    | S!FeliCa         |
| S!ケータイ動画     | PCサイトブラウザ | 電子コミック                              | S!アプリ         |
| 着うたフル／着うた | アレンジメール   | S!アドレスブック                          | 3Gお天気アイコン |
| レコメール         | TVコール         | 国際ローミング                            | S!GPSナビ        |
| デルモジ表示       | ワンセグ         | 3G ハイスピード (下り最大1.8Mbps、IIのみ) | おなじみ操作     |

※アプリダウンロードにて対応

## 特徴
3G携帯電話で世界で5番目（折りたたみ形では世界で3番目）に薄い11.9mmを実現していて、薄型機種につき物である、方向キーの真下にあたる部分の出っ張りなどを省いた、四角でスッキリとしたデザイン。スペックは前機種の706SCとほぼ同等であるが、microSDメモリーカードには対応していない。この薄さを維持して3G ハイスピードに対応したのが707SCIIである。707SCIIは若干のデザイン変更がある。その例として、707SCには無かったストラップの付け口が画面とキーの蝶番（707SCは本体と同色、707SCIIは黒色仕上げ。）の側面に取り付けられている。
※2007年1月までは世界最薄だったが、後にNTTドコモのD703i（薄さ9.9mm、ストレート形）、N703iμ（薄さ11.4mm、折りたたみ形）、P703iμ（薄さ11.4mm、折りたたみ形）や同じソフトバンクモバイル向けのサムスン電子製の708SC（薄さ8.4mm、ストレート形）に世界最薄3G携帯の座を奪われた。
合計7万4千語の見出し語を収録した辞書機能を搭載している。

## 特記事項
- 連続待受時間：W-CDMA網：約255時間、GSM網：約300時間であるが、電波の弱い場所での待受では他機種に比べ極端に（10時間程度）短くなる事象が報告されている。

## 沿革
707SC
- 2006年8月15日 - テュフ・ラインランド・ジャパン(TUV)による技術基準適合証明の工事設計認証（工事設計認証番号005XYAA0031、005NYDA0095）
- 2006年9月6日 - TUVによる技術基準適合証明の工事設計認証（工事設計認証番号005XYAA0037、005NYDA0104）
- 2006年10月19日 - TUVによる技術基準適合認定の設計認証 （設計認証番号A06-0194005）
- 2006年10月31日 - TUVによる技術基準適合証明の工事設計認証（工事設計認証番号005XYAA0041）
- 2006年12月9日 - 発売

707SCII
- 2007年2月6日 - TUVによる技術基準適合証明の工事設計認証（工事設計認証番号005XYAA0066、005MWAA0023、005NYDA0133）
- 2007年2月23日 - TUVによる技術基準適合認定の設計認証 （設計認証番号A07-0042005）
- 2007年3月24日 - 発売
- 2007年10月3日 - TUVによる技術基準適合証明の工事設計認証（工事設計認証番号005XYAA0105、005MWAA0056、005WWDA0023）
- 2008年3月28日 - プリモバイル端末としても発売